# Альошкино (Сенгилєєвський район)
Альошкино (рос. Алёшкино) — село в Сенгилєєвському районі Ульяновської області Російської Федерації.
Населення становить 614 осіб. Входить до складу муніципального утворення Новослободське сільське поселення.

## Історія
Населений пункт розташований на території українського культурного та етнічного краю Жовтий Клин.
Від 2004 року входить до складу муніципального утворення Новослободське сільське поселення.

## Населення
| 2010 |
| ---- |
| 614  |